# Ci (dwuznak)
Ci – dwuznak występujący w języku polskim i włoskim.

## Użycie
W obu językach ci jest dwuznakiem występującym przed samogłoskami.

### Język polski
W języku polskim występuje przed literami a, ą, e, ę, o, ó, u. Oznacza dźwięk ć. W międzynarodowym alfabecie fonetycznym oznaczany jest znakiem [tɕ].

### Język włoski
W języku włoskim występuje przed a, o, u, rzadziej e (np. w słowie cielo, wym. czelo – niebo). Oznacza dźwięk polskiego cz. W międzynarodowym alfabecie fonetycznym oznaczany jest znakiem [tʃ].